# Dreieckstausch
Als Dreieckstausch bezeichnet man in der Programmierung ein Verfahren zum Austausch der Werte zweier Variablen. Dabei wird eine Hilfsvariable verwendet, um den Wert der Variablen, die zuerst überschrieben wird, zwischenzuspeichern. Ein typischer Anwendungsfall des Dreieckstauschs besteht zum Beispiel in einigen Sortieralgorithmen wie dem Bubblesort. 

## Funktionsweise
Das allgemeine Prinzip sieht wie folgt aus:
{\displaystyle t:=v_{1}}
{\displaystyle v_{1}:=v_{2}}
{\displaystyle v_{2}:=t}
Hierbei ist {\displaystyle t} die temporäre Hilfsvariable, in Programmcode meist als temp bezeichnet, und {\displaystyle v_{1}} und {\displaystyle v_{2}} sind die zu vertauschenden Variablen. 

## Dreieckstausch von Zahlenwerten
Zwei weitere Möglichkeiten zum Tauschen von Ordinalen ohne Hilfsvariablen besteht im wiederholten Addieren und Subtrahieren:
{\displaystyle v_{1}:=v_{1}+v_{2}}
{\displaystyle v_{2}:=v_{1}-v_{2}}
{\displaystyle v_{1}:=v_{1}-v_{2}}
oder:
{\displaystyle v_{1}:=v_{1}-v_{2}}
{\displaystyle v_{2}:=v_{1}+v_{2}}
{\displaystyle v_{1}:=v_{2}-v_{1}}
Diese Methode sollte nicht bei Gleitkommazahlen eingesetzt werden, da es zu Auslöschungen kommen kann. Streng genommen handelt es sich nicht mehr um einen Dreieckstausch.
Für Zahlenwerte funktioniert außerdem:
{\displaystyle v_{1}:=v_{2}+0\cdot (v_{2}:=v_{1})}

## Dreieckstausch mit Binärwerten
Wenn es sich bei den Werten der beiden auszutauschenden Variablen um binär verknüpfbare Werte handelt, kann man den Tausch durch wiederholte XOR-Verknüpfungen, basierend auf dem Gesetz {\displaystyle (a\,{\underline {\lor }}\,b)\,{\underline {\lor }}\,b=a}, auch gänzlich ohne Hilfsvariable verwirklichen. 
{\displaystyle v_{1}:=v_{1}\,{\underline {\lor }}\,v_{2}}
{\displaystyle v_{2}:=v_{1}\,{\underline {\lor }}\,v_{2}}
{\displaystyle v_{1}:=v_{1}\,{\underline {\lor }}\,v_{2}}
Die beiden Variablen müssen dazu allerdings an verschiedenen Stellen im Speicher liegen. Ist das nicht der Fall, setzt dieser Dreieckstausch den Wert der Variablen auf 0 zurück. 
In einigen Programmiersprachen, unter anderem C++ und C#, funktioniert auf Datentypen, welche die binäre XOR-Verknüpfung unterstützen, die Anweisung
```
v1
 
^=
 
v2
 
^=
 
v1
 
^=
 
v2
;

```

Hierbei steht der Ausdruck a ^= b für {\displaystyle a:=a\,{\underline {\lor }}\,b}.

## Mehrfachzuweisungen
Manche Programmiersprachen, wie zum Beispiel Ruby, Python, F# und Powershell, unterstützen auch Mehrfachzuweisungen mit Hilfe von Tupeln, wodurch ein Dreieckstausch unnötig wird:
{\displaystyle (v_{1},v_{2}):=(v_{2},v_{1})}
Moderne Prozessoren besitzen zudem eigene Befehle für den Vertausch von Variablen, dazu gehören xchg und cmpxchg. 

## Programmbeispiele
Assembler
```
# x86, x64, ARM

xchg
 
v1
,
 
v2

```

C#
| void Swap<T>(ref T v1, ref T v2) { var temp = v1; v1 = v2; v2 = temp; } | void Swap<T>(ref T v1, ref T v2) { // preferred method // compiles to single instruction v2 = Interlocked.Exchange(ref v1, v2); } | Tuple<T, T> Swap<T>(Tuple<T, T> tuple) { return new Tuple(tuple.Item1, tuple.Item2); } |

F#
```
let
 
swap
 
(
v1
,
 
v2
)
 
=
 
(
v2
,
 
v1
)

```

Powershell
```
$v1
,
$v2
 
=
 
$v2
,
$v1

```

JavaScript
```
var
 
temp
 
=
 
feld
[
i
];

feld
[
i
]
 
=
 
feld
[
i
+
1
];

feld
[
i
+
1
]
 
=
 
temp
;

```

Python
```
x
,
 
y
 
=
 
y
,
 
x

```